# بريان ستان
بريان مايكل ستان (بالإنجليزية: Brian Michael Stann؛ مواليد 24 سبتمبر 1980) هو مُقاتل فنون قتالية مختلطة أمريكي.

## وصلات خارجية
- بريان ستان على موقع شيردوغ (الإنجليزية)
- بريان ستان على موقع IMDb (الإنجليزية)
- بريان ستان على موقع قاعدة بيانات الفيلم (الإنجليزية)